# Club Atlas
Atlas Fútbol Club, eller bara Atlas, är en mexikansk fotbollsklubb som spelar i den mexikanska högstaligan Liga MX.

## Utländska spelare 2011/2012
- Miguel Pinto
- Giancarlo Maldonado
- Facundo Erpen
- Leandro Cufré